# Bova di Marrara
Bova di Marrara è una frazione di Ferrara facente parte della Circoscrizione 2.

## Geografia fisica
Piccolo borgo posto sotto l'argine destro dell'antico Po di Primaro, tra Marrara e il confine meridionale del territorio comunale ferrarese.

## Storia
Gli edifici presenti sono dei primi del novecento.

## Monumenti e luoghi d'interesse
- Cappella della madonna Immacolata
- Monumento ai caduti (1915-1918)

## Economia
L'economia è basata su agricoltura e allevamento.